# Cerastium siculum
Cerastium siculum là loài thực vật có hoa thuộc họ Cẩm chướng. Loài này được Guss. mô tả khoa học đầu tiên năm 1832.